# Fredrik Ekblom

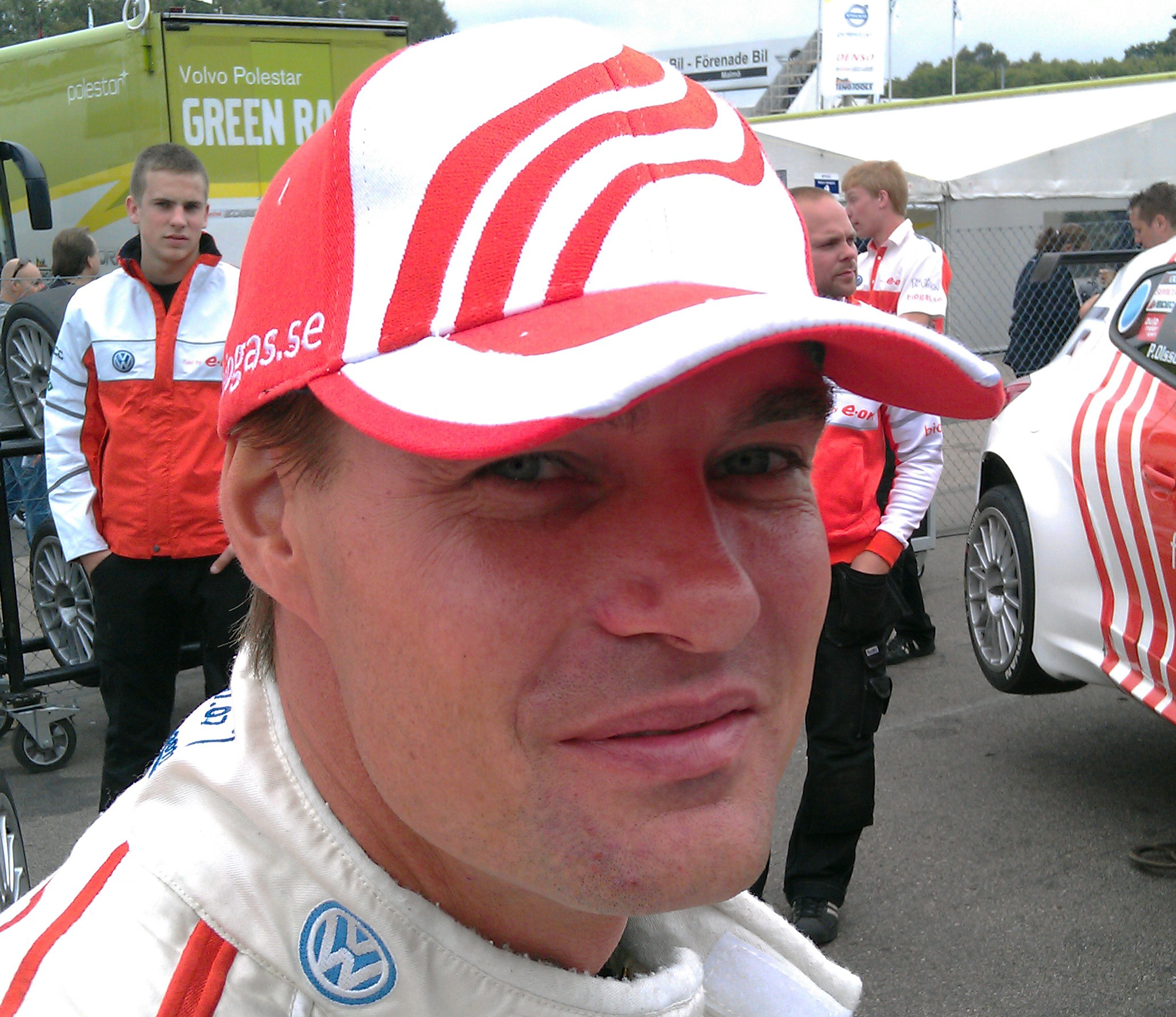
Ekblom in 2011

Fredrik Ekblom (Kumla, 6 oktober 1970) is een Zweeds autocoureur.

## Carrière
In 1992 en 1993 maakte Ekblom 13 starts in de Indy Lights. Vervolgens maakte hij voor drie verschillende teams drie starts in de CART en nam hij in 1994 en 1995 deel aan de Indianapolis 500, maar nadat hij de rookie-ervaring in 1994 achter de rug had, kwam hij nooit meer aan de start bij geen enkele training. In 1997 en 1998 nam hij deel aan de 24 uur van Le Mans voor het team Courage Compétition en in 1999 voor Nismo. Rond die tijd begon hij met zijn deelname aan het STCC, waar hij in 1998 kampioen werd in een BMW en in 2003 in een Audi. Hij ging verder rijden in deze serie voor Audi in 2006 en keerde terug naar BMW in 2007 waar hij voor de derde keer kampioen werd, een record. Een jaar later werd dit record geëvenaard door zijn landgenoot Richard Göransson. Ook in 2007 nam hij deel aan enkele rondes van het WTCC voor het team BMW Team UK om Andy Priaulx bij zijn titelrace te helpen.
In 2009 reed Ekblom weer in het STCC, waar hij overstapte naar het team E.ON Biogas Racing, waar hij een Volkswagen Scirocco rijdt die op biogas rijdt.